# 정여루
정여루는 대한민국의 배우이다.

## 출연 작품

### 드라마
- 닥터탐정 (2019, SBS)
- 의사요한 (2019, SBS)
- 터치 (2020, 채널A)
- 브람스를 좋아하시나요? (2020, SBS)

### 영화
- 임을 위한 행진곡 (2018) - 기자 4 역
- 악인전 (2019) - 화장승객 역 (칸 영화제)